# Пјер Гасли
Пјер Гасли (фр. Pierre Gasly; 7. фебруар 1996) француски је аутомобилиста и возач формуле 1, који тренутно вози за Алпин—рено. Прије почетка каријере у формули 1, освојио је ГП2 серију.
Каријеру је почео у картингу, након чега је прешао у формулу рено 3.5, гдје је завршио на другом мјесту 2014, иза Карлоса Саинза, након чега је прешао у ГП2 серију, гдје је возио три сезоне и освојио је титулу 2016, осам бодова испред Антонија Ђовинација. Године 2017, прешао је у шампионат супер формуле, гдје је завршио на другом мјесту, пола бода иза Хироакија Ишијуре.
У формули 1 дебитовао је 2017. у Торо Toro, гдје је замијенио Данила Квјата, на 15 трци у сезони — Великој награди Малезије. До краја сезоне возио је још три трке и није успио да освоји ниједан бод. Након двије сезоне у Торо Росу, прешао је у Ред бул у сезони 2019. У Ред булу возио је на 12 трка, након чега је враћен у Торо Росо, док је из Торо Роса у Ред бул прешао Александер Албон.
У сезони 2020, Торо Росо је промијенио спонзора и назив у Алфа Таури. На Великој награди Италије, Гасли је остварио прву побједу у каријери у формули 1, испред Карлоса Саинза, поставши тако први француски побједник неке трке од 1996. када је Оливер Панис побиједио на Великој награди Монака. На Великој награди Азербејџана 2021. завршио је на трећем мјесту, што му је био трећи подијум у каријери. На почетку сезоне 2023. прешао је у тим Алпин, гдје је замијенио Фернанда Алонса.

## Каријера у нижим серијама

### Картинг
Картингом је почео да се бави 2006, када је завршио на 15 мјесту на шампионату Француске за младе, након чега је завршио на четвртом мјесту 2007. године. Године 2008, такмичио се у конкуренцији кадета, док се 2009. године такмичио на међународном шампионату. Прешао је у категорију КФ3, гдје је остао до краја сезоне 2010, коју је завршио на другом мјесту на шампионату Европе.

### Формула Рено
Године 2011, дебитовао је у возилима са отвореним кровом, такмичећи се у формула 4 шампионату Француске, у категорији 1.6. Завршио је на четвртом мјесту, иза Метјуа Ваксивјера и Андрее Пицитоле, са освојених седам подијума, укључујући три побједе.
Године 2012 прешао је у конкуренцију до 2 литра, гдје се такмичио шампионату Формула Рено Јуропкар. Завршио је на десетом мјесту, са подијумима на Спа Франкошампу и Нирбургрингу, док је шест пута завршио у зони бодова. Исте године забиљежио је седам наступа у Формула Рено 2.0 Европском купу, гдје је завршио на подијуму трку у Нирбургрингу.
У сезони 2013, прешао је у тим Тех 1 рејсинг. Остварио је побједе у Москви, Хунгарорингу и Ла Кестелету, док је укупно пет трка завршио на подијуму. Имао је предност од 11 бодова испред Оливјеа Роуланда, прије последњих трка на стази Каталуња. Завршио је на трећем и шестом мјесту к и освојио титулу. На последњој трци, сударио се са Роуландом, који је због тога кажњен.
Године 2014, прешао је у Формула Рено 3.5 серију, гдје је возио за Арден мотоспорт, који је дио јуниорског тима Ред була за развој. Сезону је завршио на другом мјесту, иза још једног јуниора из Ред була — Карлоса Саинза млађег; на 17 трка завршио је осам пута на подијуму.

### ГП2
У ГП2 серији дебитовао је 2014. године, на стази у Монци, гдје је замијенио возача Катерхама, Тома Дилмана, који се такмичио у другим серијама и није могао да вози ГП2 серије тог викенда. Учествовао је на тестирањима за тим ДАМС на крају сезоне, док је 8. јануара 2015. године потписао за ДАМС, за који је возио Алекс Лин, развојни возач Вилијамса. Остварио је три пол позиције и четири подијума, али је изазвао сударе у Бахреину, Спа Франкошампу и Јас Марини, и завршио је сезону на осмом мјесту, док је Лин завршио на шестом.
У јануару 2016 године, објављено је да Гасли прелази у тим Према рејсинг, гдје је возио заједно са другопласираним у шампионату Европске формуле 3 2015. године и дебитантом у ГП2 — Антониом Ђовинацијем. Преузео је вођство након побједе у Абу Дабију и трку прије краја имао је 12 бодова предности. Последњу трку, на којој је побиједио Алекс Лин, завршио је иза Ђовинација, али је освојио титулу са осам бодова испред Ђовинација.

### Јапанска супер формула
У фебруару 2017, придружио се тиму Муген мотоспорт, са којим се такмичио у шампионату Супер формуле. Завршио је на другом мјесту, пола бода иза Хирокија Ишиуре, након што је последња трка отказана.

### Формула Е
У јулу 2017, тим Рено е дамс објавио је да ће Гасли замијенити Себастјена Буемија на трци у Њујорку, јер је Буеми учествовао Свјетском шампионату у издржљивости. На првој трци, квалификације је завршио на 19 мјесту, али је дебитантску трку завршио на седмом мјесту. На другој трци, скоро је завршио на подијуму, али је ударио у зид приликом изласка из последње кривине, док се борио за треће мјесто; завршио је на четвртом мјесту, са оштећеним возилом.

## Формула 1
На дан 30. септембра 2015. године, Гасли је промовисан у резервног возача Ред була.

### 2017—2018.
На дан 26. септембра 2017. године, Торо Росо је објавио да ће Гасли замијенити Данила Квјата за последњих шест трка у сезони. Дебитовао је на Великој награди Малезије, коју је завршио на 14 мјесту. Карлос Саинз је прешао у Рено умјесто Џолиона Палмера, због чега се Квјат вратио у Торо Росо пред Велику награду Сједињених Америчких Држава. Гасли није возио трку у Остину, јер је возио последњу рунду Супер формула шампионата у Јапану. на Великој награди Сједињених Америчких Држава замијенио га је Брендон Хартли. Вратио се на Великој награди Мексика, гдје му је сувозач био Хартли, након што је тим одлучио да уклони Квјата из програма Ред була.
На дан 16. новембра 2017, Торо Росо је објавио да ће Гасли и Хартли возити за тим у сезони 2018. На Великој награди Бахреина, квалификације је завршио на шестом мјесту, али је стартовао са петог након што је Луис Хамилтон кажњен. Трку је завршио на четвртом мјесту, освојивши прве бодове у формули 1. Недељу касније, сударио се са Хартлијем, након неспоразума.

### 2019.
На дан 20. августа 2018, објављено је да ће Гасли возити за Ред бул у сезони 2019, гдје му је сувозач Макс Верстапен, након што је Данијел Рикардо прешао у Рено. Прву трку у сезони, Велику награду Аустралије, завршио је ван зоне бодова, на 11 мјесту, док је Велику награду Бахреина завршио на осмом мјесту, освојивши прве бодове у сезони. Велику награду Кине завршио је на шестом мјесту, остваривши најбржи круг трке, први у каријери. Пјер је након разочаравајућег почетка сезоне замењен Алексом Албоном који је у Ред булу остао и следеће године.  На Великој награди Бразила дошао је до првог подијума у каријери, оставши испред Луиса Хамилтона у последњем кругу, завршивши трку на другом мјесту, иза .

### 2020.
У сезони 2020, Торо Росо је промијенио спонзора и назив у Алфа Таури. У првих седам трка, четири пута је завршио у топ 10, док су му најбољи резултаи били седмо мјесто на Великој награди Аустрије и на Великој награди Велике Британије.
На Великој награди Италије, отишао је у бокс рано, што му је омогућило да обиђе више возача, који су морали да чекају да возило безбједности изађе са стазе, како би одлазак у бокс био дозвољен, захваљујући чему је дошао до другог мјеста. Лидер трке — Луис Хамилтон,добио је казну од пет секунди, колико је морао да проведе у боксу и Гасли је преузео вођство. До краја трке, успио је да се одбрани од Карлоса Саинса млађег и остварио је прву побједу у каријери у формули 1, поставши тако 109 различити побједник неке трке у формули 1 и први француски побједник неке трке од 1996. када је Оливер Панис побиједио на Великој награди Монака.
Након побједе, почеле су спекулације да би могао да се врати у Ред бул, а Гасли је изјавио да је спреман за то. Директор Алфа Таурија, Франц Тост, похвалио је Гаслија због побједе, али је одбацио могућност да се врати у Ред бул, након чега је Гасли потписао уговор са Алфа Тауријем за 2021.
На Великој награди Тоскане, већ на самом почетку сударили су се Макс Верстапен, Кими Рејкенен, Ромен Грожан и Гасли, због чега су Верстапен и Гасли морали да се повуку са трке. Наредне три трке завршио је у топ 10, Велику награду Русије на деветом, Ајфела на шестом и Португалије на петом мјесту, након чега је Велику награду Емилија Ромање напустио у осмом кругу, због цурења расхладне течности. Велику награду Турске стартовао је са 15 мјеста, а завршио је на 12, док је Велику награду Бахреина завршио на шестом мјесту. Већ у првом кругу, болид Ромена Грожана се запалио, због чега је трка прекинута; Грожан је изашао из возила са опекотинама због којих је пропустио последње двије трке у сезони. Трка је настављена након сат и по, а три круга прије краја запалио се возило Серхија Переза, који је био на трећем мјесту и трка је завршена иза возила безбједности. Велику награду Сакира стартовао је са деветог, а завршио на 11 мјесту, док је Перез остварио прву побједу у каријери у формули 1. Трку у Абу Дабију стартовао је са десетог, а завршио је на осмом мјесту и сезону је завршио на десетом мјесту у шампионату, са 75 бодова, уз једну побједу.

### 2021.
Гаслија је остао у Алфа Таурију за 2021. у сарадњи са јапанским почетником Јукијем Цунодом. На Великој награди Азербејџана, Гасли је заузео своје треће постоље у каријери након борбе са Шарлом Леклерком и Ландом Норисом за треће место у последњем кругу. Првобитно стартујући као четврти, Гасли је пао на пето место почетком трке, али је имао користи након пуцања гуме Макса Верстапена и грешке Луиса Хамилтона у завршним фазама. На Великој награди Италије 2021, Гасли је одустао у спринту након што му се предње крило заглавило испод точкова. Повукао се са трке у 4. кругу због оштећења вешања.

### 2022.
Гасли ће наставити да се такмичи за Алфа Таури у 2022. заједно са Цунодом.

## Статистика каријере

### Резултати у формули 1
(кључ) (трке које су болдоване означавају пол позицију, трке које су искошене означавају најбржи круг)
| Година | Тим                 | Шасија          | Мотор                 | 1        | 2       | 3       | 4       | 5       | 6       | 7       | 8       | 9       | 10      | 11       | 12      | 13      | 14      | 15      | 16      | 17      | 18      | 19       | 20      | 21      | 22     | Позиција | Поени |
| ------ | ------------------- | --------------- | --------------------- | -------- | ------- | ------- | ------- | ------- | ------- | ------- | ------- | ------- | ------- | -------- | ------- | ------- | ------- | ------- | ------- | ------- | ------- | -------- | ------- | ------- | ------ | -------- | ----- |
| 2017   | Скудерија Торо Росо | Торо Росо STR12 | Рено R.E.17           | АУС      | КИН     | БАХ     | РУС     | ШПА     | МОН     | КАН     | АЗЕ     | АУТ     | ВБР     | МАЂ      | БЕЛ     | ИТА     | СИН     | MAЛ 14. | ЈАП 13. | САД     | МЕК 13. | БРА 12.  | АБУ 16. |         |        | 21.      | 0     |
| 2018   | Скудерија Торо Росо | Торо Росо STR13 | Хонда RA618H          | АУС Оду  | БАХ 4.  | КИН 18. | АЗЕ 12. | ШПА Оду | МОН 7.  | КАН 11. | ФРА Оду | АУТ 11. | ВБР 13. | НЕМ 14.  | МАЂ 6.  | БЕЛ 9.  | ИТА 14. | СИН 13. | РУС Оду | ЈАП 11. | САД 12. | МЕК 10.  | БРА 13. | АБУ Оду |        | 15.      | 29    |
| 2019   | Ред бул рејсинг     | Ред бул RB15    | Хонда RA619H          | АУС 11.  | БАХ 8.  | КИН 6.  | АЗЕ Оду | ШПА 6.  | МОН 5.  | КАН 8.  | ФРА 10. | АУТ 7.  | ВБР 4.  | НЕМ 14.† | МАЂ 6.  |         |         |         |         |         |         |          |         |         |        | 7.       | 95    |
| 2019   | Скудерија Торо Росо | Торо Росо STR14 | Хонда RA619H          |          |         |         |         |         |         |         |         |         |         |          |         | БЕЛ 9.  | ИТА 11. | СИН 8.  | РУС 14. | ЈАП 7.  | МЕК 9.  | САД 16.† | БРА 2.  | АБУ 18. |        | 7.       | 95    |
| 2020   | Алфа Таури          | Алфа Таури АТ01 | Хонда RA620H          | АУТ 7.   | ШТА 15. | МАЂ Оду | ВБР 7.  | 70Г 11. | ШПА 9.  | БЕЛ 8.  | ИТА 1.  | ТОС Оду | РУС 9.  | АЈФ 6.   | ПОР 5.  | ЕМИ Оду | ТУР 13. | БАХ 6.  | САК 11. | АБУ 8.  |         |          |         |         |        | 10.      | 75    |
| 2021   | Алфа Таури          | Алфа Таури АТ02 | Хонда RA621H          | БАХ 17.† | ЕМИ 7.  | ПОР 10. | ШПА 10. | МОН 6.  | АЗЕ 3.  | ФРА 7.  | ШТА Оду | АУТ 9.  | ВБР 11. | МАЂ 5.   | БЕЛ 6.  | ХОЛ 4.  | ИТА Оду | РУС 13. | ТУР 6.  | САД Оду | МЕК 4.  | БРА 7.   | КАТ 11. | САУ 6.  | АБУ 5. | 9.       | 110   |
| 2022   | Алфа Таури          | Алфа Таури АТ03 | Ред бул RBPTH001 V6 t | БАХ Оду  | САУ 8.  | АУС 9.  | ЕМИ 12. | МАЈ Оду | ШПА 13. | МОН 11. | АЗЕ 5.  | КАН 14. | ВБР Оду | АУТ 15.  | ФРА 12. | МАЂ 12. | БЕЛ 9.  | ХОЛ 11. | ИТА 8.  | СИН 10. | ЈАП     | САД      | МЕК     | БРА     | АБУ    | 13.*     | 23*   |

* - Сезона у току.